# 深川カントリー倶楽部

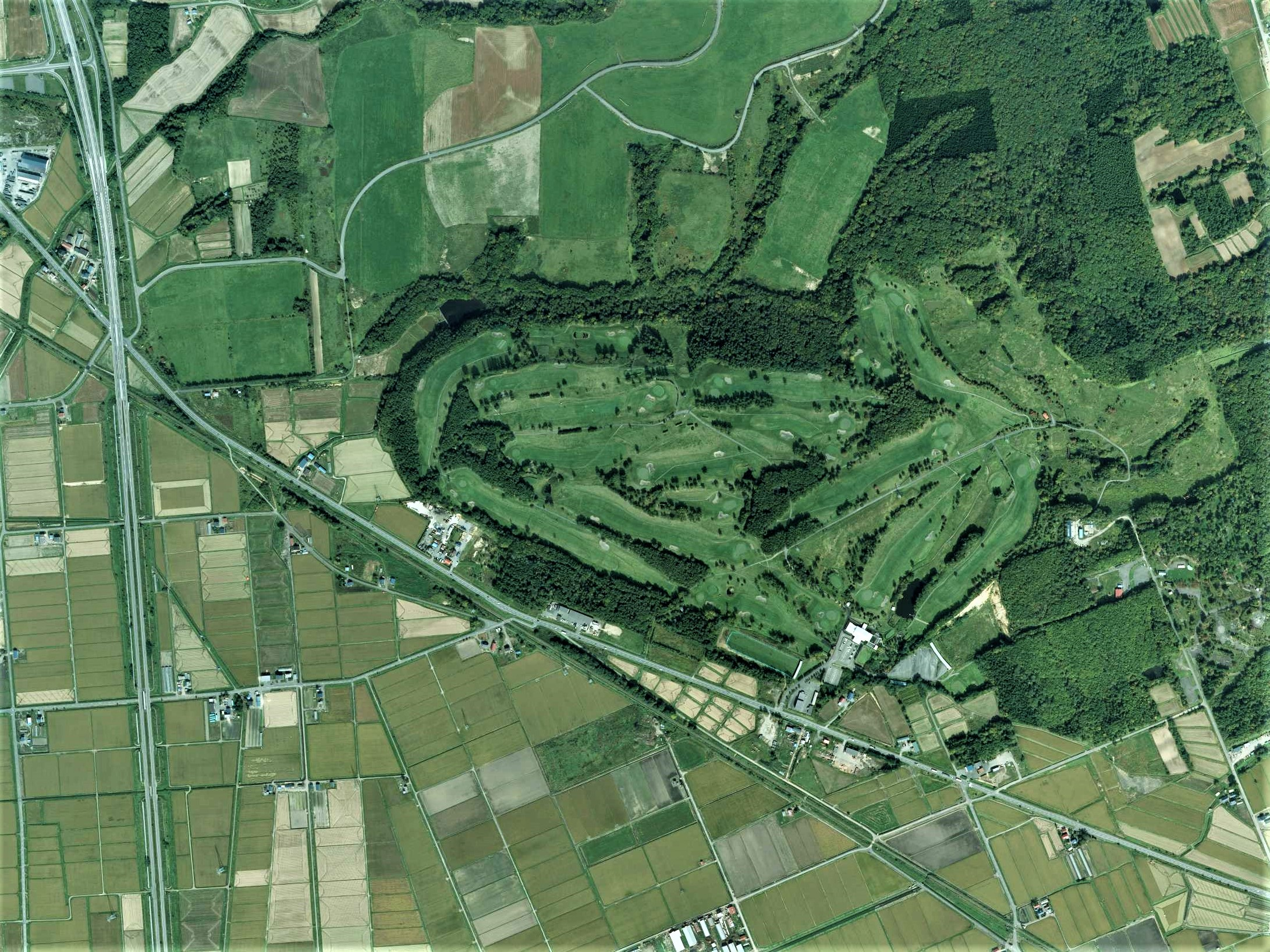
深川カントリー倶楽部の空中写真。
2009年10月1日撮影。。

深川カントリー倶楽部（ふかがわかんとりーくらぶ）は、北海道深川市にあるゴルフ場。

## 概要
1972年（昭和47年）9月10日に開業し、空知平野を眼下に雄大な自然が広がる丘陵コース。フェアウェイの乗り入れが可能である。

## 施設
- 練習場
  - ドライビングレンジ
  - アプローチ＆バンカー
- コンペルーム
- レストラン
- ショップ
- 浴室
- ロッカールーム

## 所在地
〒074-0028　北海道深川市一已町三北星（国道233号線沿い）

## 交通アクセス
- 深川留萌自動車道 秩父別ICより2km
- 道央自動車道 深川ICより6km
- JR函館本線・深川駅よりタクシー6分